# Денежниковский сельский округ
Денежниковский сельский округ — упразднённая административно-территориальная единица, существовавшая на территории Раменского района Московской области в 1994—2002 годах.
Денежниковский сельсовет был образован в первые годы советской власти. По данным 1919 года он входил в состав Салтыковской волости Бронницкого уезда Московской губернии.
В 1923 году Денежниковский с/с был упразднён, а его территория включена в Ильинский с/с.
В 1924 году Денежниковский с/с был воссоздан путём преобразования Ильинского с/с.
В 1925 году Денежниковский с/с был вновь преобразован в Ильинский.
В 1929 году Ильинский с/с был отнесён к Бронницкому району Коломенского округа Московской области. При этом он был вновь преобразован в Денежниковский с/с.
В 1931 году к Денежниковскому с/с был присоединён Воскресенский с/с.
14 июня 1954 года к Денежниковскому с/с были присоединены Велинский и Селецкий с/с.
22 июня 1954 года из Денежниковского с/с в Салтыковский было передано селение Дор.
3 июня 1959 года Бронницкий район был упразднён и Денежниковский с/с вошёл в Люберецкий район.
28 июля 1960 года Денежниковский с/с был передан в Раменский район.
20 августа 1960 года в Денежниковский с/с из Салтыковского были переданы селения Жирошкино, Лутошкино и Рогачёво. Одновременно из Денежниковского с/с в Софьинский были переданы селения Верхнее Велино, Дьяково, Кочина Гора, Нижнее Велино, Пушкино и Тяжино.
1 февраля 1963 года Раменский район был упразднён и Денежниковский с/с вошёл в Люберецкий сельский район. 11 января 1965 года Денежниковский с/с был возвращён в восстановленный Раменский район.
3 февраля 1994 года Денежниковский с/с был преобразован в Денежниковский сельский округ.
27 декабря 2002 года Денежниковский с/о был упразднён, а его территория включена в Тимонинский сельский округ.